# Laury Cezara
Laury Cezara (fr. Les Lauriers de César) – osiemnasty tom o przygodach Gala Asteriksa. Jego autorami są René Goscinny (scenariusz) i Albert Uderzo (rysunki).
Komiks ukazywał się początkowo w odcinkach, na łamach francuskiego czasopisma Pilote, w 1971 r. Rok później ukazał się w formie albumu.
Pierwsze polskie wydanie (w tłumaczeniu Jolanty Sztuczyńskiej) pochodzi z 1994 r.

## Fabuła
Asparanoiks i jego żona, Dobromina, udają się do Lutecji na zakupy (z Asteriksem i Obeliksem w roli "straży honorowej"). Pobyt kończy kolacja u brata Dobrominy, Homeopatiksa i jego żony. Kupiec i wódz próbują w trakcie posiłku udowodnić sobie wzajemnie swoją wyższość. Pod wpływem wina Asparanoiks obiecuje szwagrowi, że poda mu danie, jakiego nigdy nie próbował: potrawkę przyprawioną laurem z wieńca laurowego Cezara. Równie pijany Obeliks głośno wyraża swoje poparcie dla pomysłu. Wódz, nie chcąc stracić twarzy, nakazuje Asteriksowi i Obeliksowi udać się do Rzymu i zdobyć laury Cezara.